# Valleuse de Jambourg

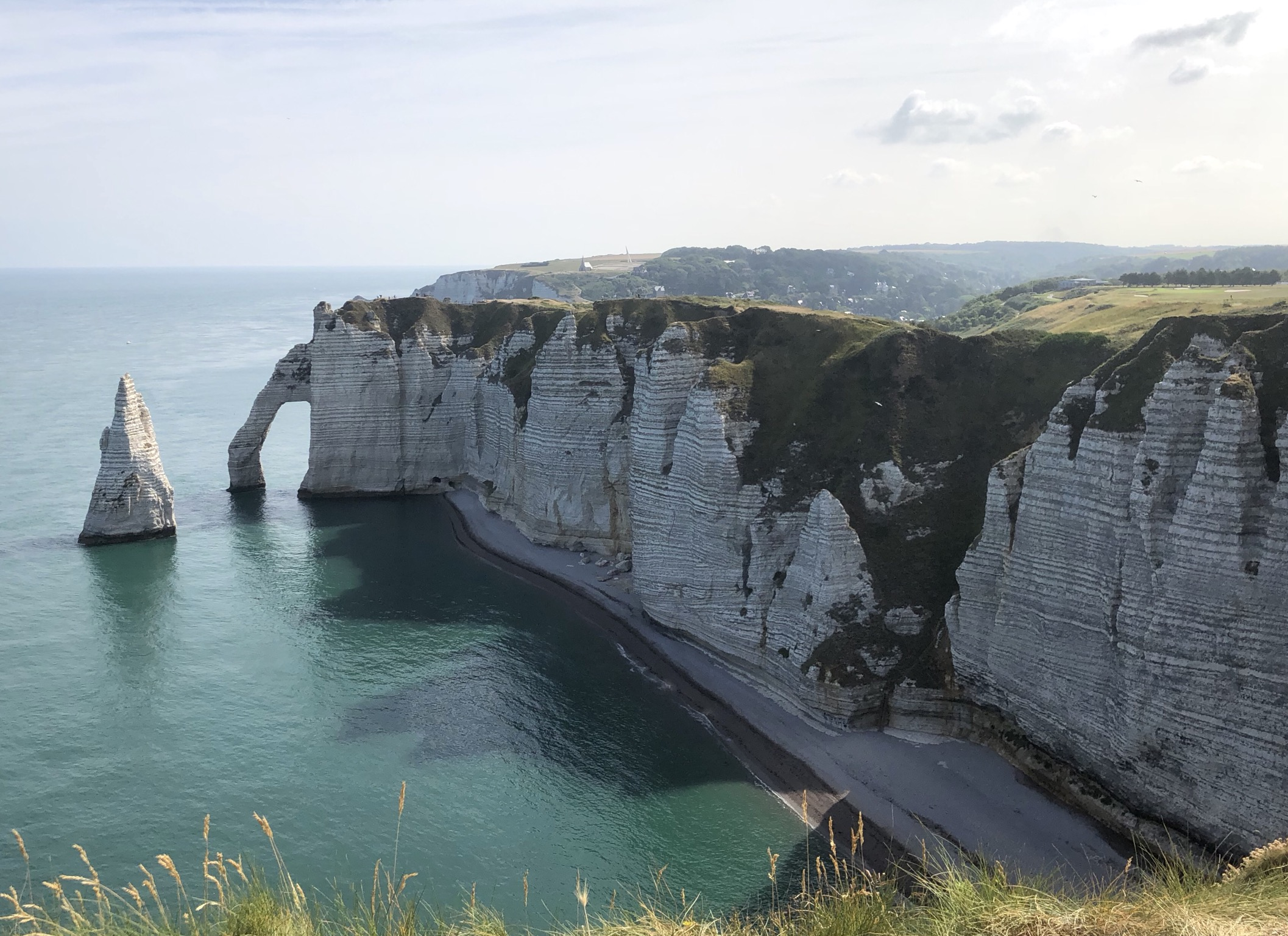
Valleuse de Jambourg, Blick von Südwesten, 2019

Valleuse de Jambourg ist ein Küstenabschnitt der Alabasterküste in der Normandie in Frankreich. 
Der Abschnitt erstreckt sich über etwa 350 Meter und liegt südwestlich von Étretat zwischen Falaises d’Aval im Nordosten und der Manneporte im Südwesten. Nordöstlich ist dem Küstenabschnitt die Felsnadel Aiguille d’Etretat vorgelagert. Zur Landseite hin ragen die Kreidefelsen steil auf, so dass ein Zugang von der Landseite nicht möglich ist. Der Bereich der Valleuse de Jambourg ist nur bei Ebbe über einen 1922 erstellten schmalen Fußgängertunnel aus der Höhle Trou à l’Homme von Nordosten durch die Falaises d’Aval zu erreichen.